# Histoire du commerce
 (juillet 2020).
Améliorez-le ou discutez des points à vérifier. 
Le commerce est la forme d'échange de biens la plus courante dans les sociétés contemporaines.

Primitivement, le commerce renvoie à une réalité où les rapports humains et les échanges économiques se déroulent essentiellement dans un cadre de voisinage géographique.
 Ultérieurement, le commerce désigne l'activité qui fait circuler les marchandises, à plus ou moins longue distance (voir le commerce au long cours) et les propose à la vente sur les marchés ou les foires. Il implique des transactions passées d'individu à individu, agissant pour compte propre ou représentant un tiers ou une entreprise, ainsi que toutes opérations utiles à la concrétisation de l'échange, comme l'appréciation de la valeur d'échange, ou le transfert matériel du bien ou service échangé . 
Le commerce est l'une des plus anciennes et plus importantes inventions de l'humanité avec l'apparition de l'agriculture au Néolithique. Certains le considèrent comme l'origine de la civilisation. Par exemple, l'écriture semble avoir été inventée il y a 5500 ans par les commerçants sumériens pour permettre leur comptabilité. L'agriculture primitive était une activité de subsistance  : les récoltes obtenues sont juste suffisantes pour la population. Mais, sous la pression démographique, les agriculteurs remplacent les chasseurs-cueilleurs. Les améliorations dans la technique ou l'organisation se révèlent indispensables  : l'utilisation accrue de semences mieux sélectionnées, de la force animale, de différents engrais autorisent des rendements meilleurs et une production accrue. 
De la sorte, le commerce est facilité par le fait que les récoltes dépassent le seuil de subsistance. Le surplus produit et stocké va favoriser :
- les échanges qui fournissent l'occasion de troquer avec d'autres le surplus de produit non nécessaire ;
- la spécialisation des tâches, dans la mesure où il n'est plus nécessaire que l'ensemble de la société se consacre à l'agriculture. Ainsi une partie de la population est en mesure de se spécialiser dans d'autres domaines, tels que le travail du fer et la poterie [2].

## Le commerce des silex
Les traces d'échanges pratiqués à grande échelle ont été trouvées à des époques remontant à la préhistoire :
- la civilisation d'Errol au Danemark (4000 ans av. J.-C.) aménage de vastes ateliers de fabrication standard de silex destinés au Nord de l'Europe ;
- à Siennes en Belgique, deux mille puits fournissent du silex gris bleu ement réparti sur ce territoire ;
- le site du Grand Pressigny en France exporte ses silex blonds jusqu'au Rhin ;
- l'obsidienne de Milo circule dans le Bassin oriental de la Méditerranée ;
- puis l'or, l'étain, le Bronze et l'ambre sont largement échangés depuis les sites de production vers les sites de consommation, empruntant des routes maritimes et continentales.

## L'apparition du commerce à grande échelle
L'activité commerciale se développe progressivement : Le rayon d'action du trafic s'étend. Les échanges qui portent d'abord sur un petit nombre de marchandises de faible poids/volume mais de forte valeur concernent de plus en plus des volumes importants et des produits plus pondéreux. Les modes d'échange sont pris en charge par des opérateurs dont le rôle connait les premières spécialisations. 

## Du troc aux échanges facilités par la monnaie
Le commerce débute sous forme de troc et se modernise ensuite grâce à la monnaie. Avec le temps, l'or et l'argent s'imposent peu à peu comme monnaie commune. Leur valeur provient de leur rareté et de leur résistance à l'usure. La création de la monnaie et l'évolution des moyens de transport et de communication ont facilité les échanges entre personnes, entre localités et entre pays. Cette évolution permanente est influencée par celle des besoins, des moyens et des politiques des différents acteurs que sont les producteurs, les marchands, les consommateurs et les États.

## L'introduction de la monnaie
L'argent servant, d'abord, uniquement à l'échange de biens et de services sert progressivement d'unité de compte et devient un outil pour le stockage de la valeur. De nombreuses unités de paiement ont été utilisées provenant du porc, de dents de baleine, du cacao, ou de certains types de coquillages. Mais l'or a, sans doute, été l'unité la plus largement utilisée à travers l'histoire. L'utilisation d'unité de compte dans les transactions commerciales a été une étape importante pour le commerce. Il n'y a pas néanmoins de nécessité pour que les parties impliquées dans une transaction s'échangent directement un bien ou un service contre ces unités. Les civilisations plus avancées, comme les Romains, ont étendu ce concept et ont commencé à battre monnaie toujours pour faciliter le commerce. Les pièces ont été spécialement conçues à cette fin, bien que ces monnaies primitives, à la différence des pièces modernes, aient eu une valeur intrinsèque. L'utilisation du sel et du poivre avait aussi pour objectif de satisfaire les besoins de voir naître un commerce inter-continental.
[réf. nécessaire]

Le commerce est un vecteur culturel et de brassage entre population

## l'organisation du Commerce intérieur

### Les inventeurs ducommerce de détailmoderne
- Les Grands Magasins (Au Bon Marché) : Aristide Boucicaut
- Les Magasins populaires : FW Woolworth
- Le Libre Service : Clarence Saunders
- Les Supermarchés : Michael Cullen
- Le "Pape de la vente moderne" : Bernardo Trujillo
- Les Centres commerciaux : Don Casto
- Les Discounts : Eugène Ferkauf
- Après les Discounts : Fred Lazarus
- Les Bébés requins : Bernard Shulman

Cette évolution est soumise à des perturbations, chacune des parties veillant mettre en place l'organisation commerciale qui l'avantage. Sur le plan national, certains gouvernements travaillent à stabiliser les prix intérieurs en appliquant différentes techniques. Sur le plan international, différentes théories existent, dont en particulier, le libre-échange, le protectionnisme ainsi que le nationalisme économique.

## Le Futur de l'activité commerciale
Au XXIe siècle, le commerce reste, d'une part, une activité centrale de l'économie de plus en plus diversifiée et sophistiquée comme en témoigne la « révolution de la distribution », et, d'autre part, un moyen de développement.

Au XXIe siècle, des conventions plus ou moins strictes le règlementent au niveau international et au niveau national. Enfin, il est vecteur d'échanges culturels et de brassage entre les populations qu'il met en relation.